# New Philadelphia (Ohio)
New Philadelphia ist eine Stadt im Tuscarawas County, im mittleren Osten des Bundesstaates Ohio, in den Vereinigten Staaten. Das U.S. Census Bureau ermittelte bei der Volkszählung 2020 eine Einwohnerzahl von 17.677.
Gegründet wurde sie im Jahr 1808. Die City ist der County Seat des Tuscarawas Countys. Nordwestlich liegt die Kent State University, die durch einen Vorfall bekannt geworden ist, bei dem am 4. Mai 1970 friedlich protestierende Studenten von Nationalgardisten erschossen wurden, nachdem Gouverneur James A. Rhodes diese aufmarschieren lassen hatte. (Siehe auch: Kent-State-Massaker)

## Geographie
Die Kleinstadt New Philadelphia liegt rund 70 Meilen, also etwa eine Autostunde, südlich der Großstadt Cleveland. Sie liegt am Tuscarawas River, der über den Muskingum River und den Ohio River zum Einzugsgebiet des Mississippi Rivers gehört. Der Erie- und Ohiokanal verbindet die Region mit den Großen Seen.
New Philadelphias geographische Koordinaten sind 40° 29′ N, 81° 27′ W (40,489411, −81,447324).
Laut dem United States Census Bureau umfasst das Stadtgebiet ein Gebiet von 20,6 km², davon 20,2 km² Land und 0,4 km² (= 1,76 %) Wasserfläche.

### Günstige Lage
New Philadelphia liegt in einem Gebiet in dem oberflächennah Tonerde in abbauwürdigen Lagerstätten vorkommt. Diese kann einerseits für Bau- und Handwerk genutzt werden, bietet aber auch einen guten Ausgangsgrund für die Bodenbildung. Die Böden, meist reich an Tonmineralien und dementsprechend fruchtbar, bieten wiederum, gemeinsam mit dem in der Regel ausreichenden Niederschlag eine gute Ausgangsbasis für eine landwirtschaftliche Erschließung der Gegend um New Philadelphia.
Eine weitere bedeutende regionale Ressource ist Kohle, die zwar in weiten Teilen Ohios vorkommt, aber nur örtlich ökonomisch zu erschließen ist. Die meistens flach lagernden Kohlen kommen in sieben Hauptflözen vor, die bisweilen bis an die Erdoberfläche reichen. Dem Alter entsprechend vom ältesten zum jüngsten Flöz, oder vom Hangenden zum Liegenden durchnummeriert, werden diese Flöze als Coal No. 1 bis Coal No. 7 bezeichnet. Im Tuscarawas County befinden sich mehrere Bergwerke. Das Zentrum des Bergbaus liegt bei Mineral City im Nordosten des Tuscarawas County. Gleichwohl reicht der Bergbau am Rande des Tales des Tuscarawas Rivers bis an die Stadt New Philadelphia heran. Die Kohle wird hier überwiegend in wenigen kleinen Tagebaubetrieben gewonnen. Das gesamte County produzierte 2004 1.237.405 Tonnen Kohlen, meistens von mittlerer Qualität, die überwiegend als Kesselkohlen für die Elektrizitätserzeugung genutzt werden.

### Demographie
Im Jahr 1900 lebten 6213 Menschen in der Stadt; 1910 waren es bereits 8542; bis 1920 stieg die Einwohnerzahl auf 10.718 und erreichte nach der großen Depression 12.328 im Jahr 1940. Dieses stete moderate Wachstum setzte sich fort bis in jüngere Vergangenheit. Beim Zensus 2000 hatte die Stadt 17.056 Einwohner.
Nach den Erhebungen im Rahmen des Zensus im Jahr 2000, befanden sich zu jenem Zeitpunkt 17.056 Einwohner in der Stadt. Diese setzten sich überwiegend (96,89 %) aus Weißen aber auch kleinen afroamerikanischen, lateinamerikanischen, asiatischen und indianischen Minderheiten. Keine der Minderheiten macht mehr als ein Prozent der Bevölkerung aus. Lediglich die jüngsten Wellen lateinamerikanischer Immigration führten dazu, dass es mittlerweile eine wachsende Minderheit von 1,3 %Lateinamerikanischen Immigranten und deren Familien und Nachkommen gibt, die tendenziell weiter wächst.
Der Zensus des Jahres 2000 führt in New Philadelphia 7338 Haushalte an, ebenso 4659 Familien, die im Stadtgebiet leben. Die Bevölkerungsdichte im Stadtgebiet ermittelte man mit 844 Einwohnern pro Quadratkilometer.
Von den 7338 Haushalten, lebten in 28,0 % derselben Kinder unter 18 Jahren. In 48,9 % der Haushalte lebten Ehepaare. In weiteren 11,3 % der Haushalte lebten alleinstehende (unverheiratete, getrennte, geschiedene, verwitwete) Frauen. 36,5 % der Haushalte waren non-falilies, wie sie im Zensus genannt werden. Insgesamt 31,7 % waren Single-Haushalte. Der durchschnittliche Haushalt umfasste 2,3 Personen. Die durchschnittliche Familie war 2,88 Personen groß.
Von der Bevölkerung der Stadt sind 23,0 % jünger als 18 Jahre, 9,4 % zwischen 18 und 24 Jahren, weitere 28,2 % zwischen 25 und 44 Jahren, 23,7 % zwischen 45 und 64 Jahren, sowie 15,8 %, die 65 Jahre und älter waren. Das Durchschnittsalter betrug 38 Jahre. Auf jeweils 100 Frauen kamen 90,7 Männer; bei den über 18-Jährigen entfielen auf 100 Frauen jeweils 87,1 Männer.

## Geschichte
In der Vergangenheit von New Philadelphia spielten folgende Wirtschaftszweige eine prägende Rolle:
Bergbau und die Stahlproduktion waren Grundpfeiler der Industrialisierung der Region. Allerdings siedelten sich überwiegend kleinere und mittlere Betriebe im Stadtgebiet an. Daneben ist die Gegend um New Philadelphia landwirtschaftlich geprägt. Auch die Landwirtschaft, die zuvor bedeutend war, ist stets präsent geblieben. Deswegen sind hier Geflügelfarmen, eine Konservenfabrik, Ackerbaubetriebe und Getreidemühlen zu finden.
Weitere hier anzutreffende Gewerbe sind Bau- und Bauteileindustrie, die Produktion von Haushaltsgeräte, Metallbau und diverse Dienstleistungen.

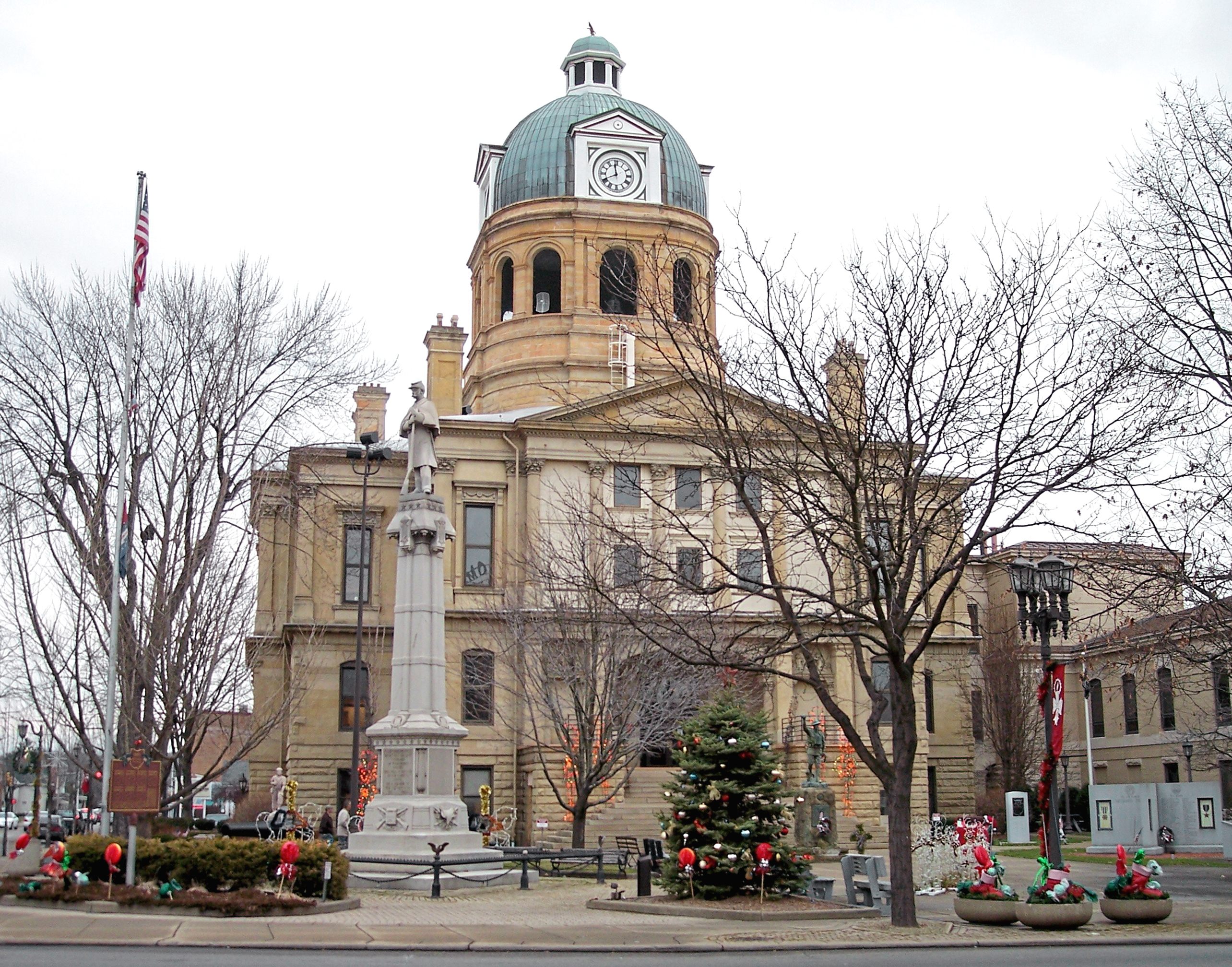
Das Tuscarawas County Courthouse in New Philadelphia, Ohio, 2006.

Heute ist New Philadelphia als Hauptort des Turscarawas County eine Kleinstadt mit zentraler Bedeutung für die nähere Umgebung. Dementsprechend befinden sich in der Stadt zentrale Einrichtungen des Versorgungs-, Bildungs- und Verwaltungssektors: ein Einkaufszentrum, diverse Schulen und Verwaltungseinrichtungen wie das Tuscarawas County Courthouse, außerdem höherwertige Freizeiteinrichtungen wie Golfplatz und Country Club sowie Sportanlagen (Stadion, Mehrzweckhalle).

### Schoenbrunn
Der Ortsteil Schoenbrunn geht auf die hohe Anzahl deutscher und deutschsprachiger Einwanderer zurück, die in der Region im 18. und 19. Jahrhundert mit deutschem Brauchtum und deutschsprachigen Zeitungen prägten, bis durch Anfeindungen während der Weltkriege und zum Teil auch schon zuvor die deutsche Kultur zurückgedrängt wurde. Eine der typischen Siedlungen deutscher Einwanderer ist der Vorort Schoenbrunn.

## Tuscora Park
Der Tuscora Park ist ein historischer städtischer Vergnügungspark, ungefähr vergleichbar mit einer deutschen Großkirmes. Er bietet ein breites Spektrum von Unterhaltungsangeboten. Er ist allerdings nur zeitweilig geöffnet. 2007 feiert der historische Vergnügungspark sein einhundertjähriges Bestehen.

## Söhne und Töchter der Stadt
- John W. Donahey (1905–1967), Politiker
- John Mackey (* 1973), Komponist
- Ryan DeMichael (* 1977), Basketballspieler